# Jagdschloss Hochalm

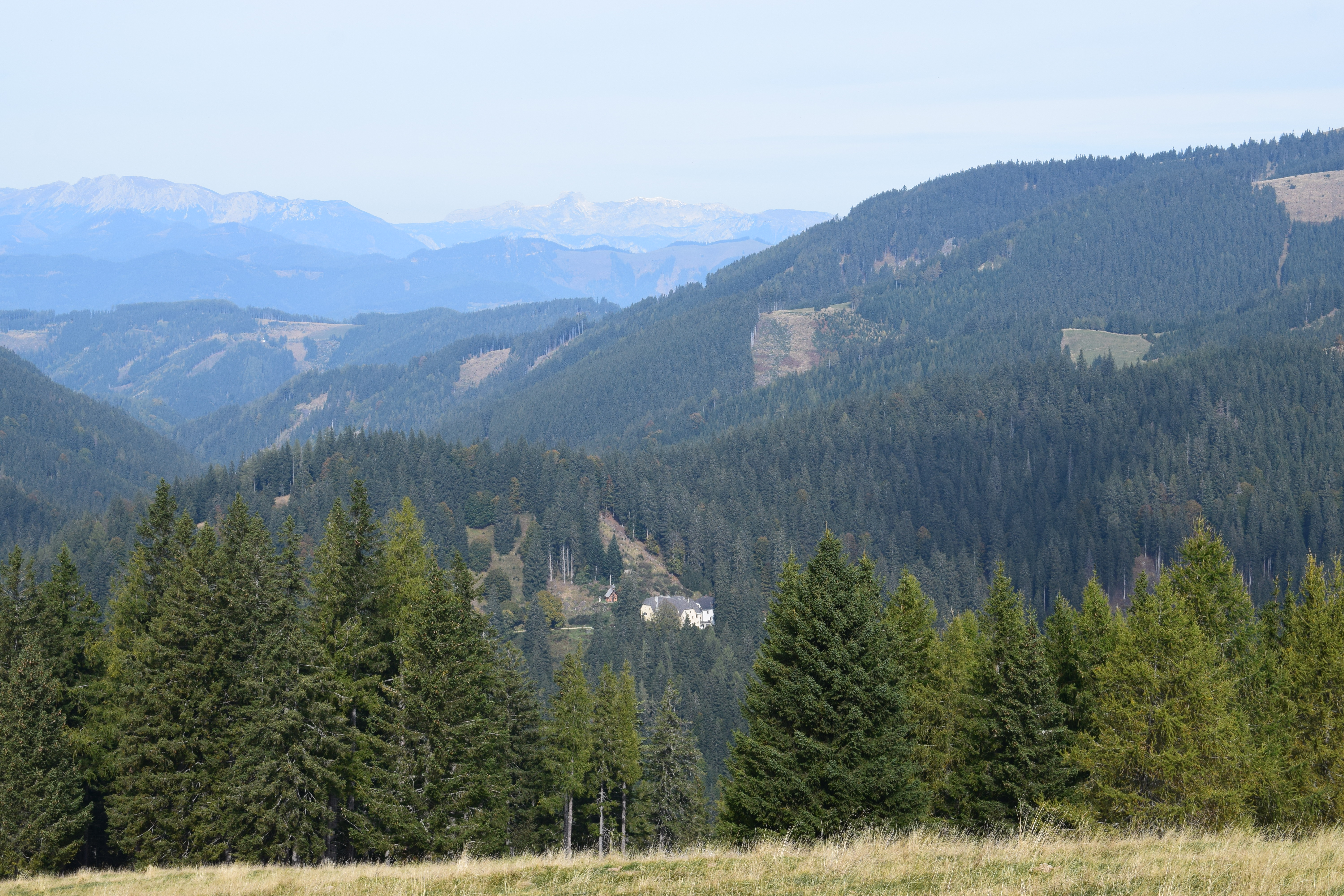
Blick von der Schrottalm nach Norden auf das Jagdschloss Hochalm

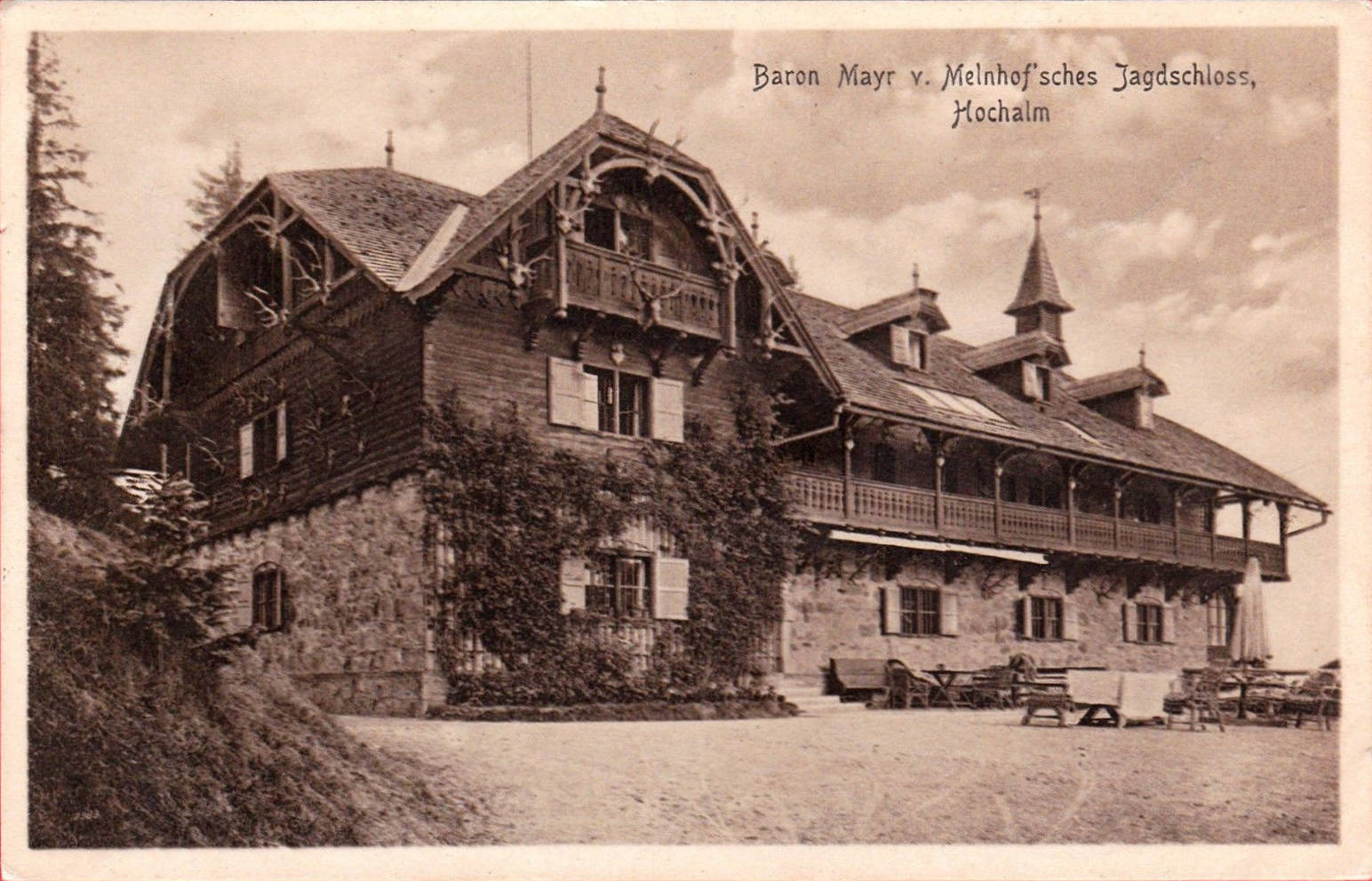
Historische Postkarte: Baron Mayr von Melnhof’sches Jagdschloss, Hochalm

Das Jagdschloss Hochalm ist ein Jagdschloss in  Frohnleiten in der Steiermark. Es gehört zur Ortschaft Gamsgraben.
Das Jagdschloss befindet sich auf der Hochalpe (genauer: an einem vom Wetterkogel abfallenden Bergrücken), nördlich des Sattels beim Almwirt (Diebsweg), an der Südwestflanke etwas unter dem Hauptgrat, in ca. 1200 m ü. A. Seehöhe. Es gehört der Familie Mayr-Melnhof und liegt auf dem Gebiet des Forstbetriebes Franz Mayr-Melnhof-Saurau, dem größten privaten Forstbetrieb Österreichs.
Im Frühsommer 1960 besuchte der Schah von Persien Mohammad Reza Pahlavi Österreich. Im Rahmen dieses Staatsbesuches besuchte der Schah privat Graf Goess-Saurau, der den Schah zum Mittagsessen ins Jagdhaus auf der Hochalm einlud. Nach dem Mittagessen wurden Holzverarbeitungsbetriebe besichtigt.